# 前肽
前肽又稱蛋白质前体、前蛋白，是一种无活性的蛋白质或肽，可以通过翻译后修饰变成活性的蛋白质或肽。一些细胞會分泌蛋白质前体。 胰岛素原就是一種前肽 ，它被切去一段无活性的C肽之后，便成为有活性的胰岛素。